# 수완구왈기야 싱포
수완 궈왈갸 싱포(만주어: ᠰᡠᠸᠠᠨ ᡤᡡᠸᠠᠯᡤᡳᠶᠠ
ᠰᡞᠩ Suwan-Gūwalgiya Singpo, 한국 한자: 蘇完瓜爾佳 勝保 소완과이가 승보: ?-1863년)는 청 제국 말기의 관료, 군인이다. 만주정황기 수완 궈왈갸 할라 출신.
1840년(도광 20년) 거인이 되고 순천부교수, 좌찬선, 한림원시강, 한림원시독, 국자감제유, 광록시경을 역임했다.
1853년(함풍 3년) 태평천국군이 남경을 함락시키자 보르지기트 키샨을 따라가 양주 교외에 강북대영(江北大営)을 건설했다. 4월 태평천국군이 북벌을 개시하자 싱포가 추격, 하남성 회경부의 포위를 푼 공으로 도총(都統) 대우와 바투루 칭호를 얻었다. 이후 흠차대신에 임명되었고 담당하는 군대는 4천 명을 넘어 태평천국 북벌군 요격군의 주력 일익을 담당했다. 싱포의 군대는 천진 방어를 맡으면서 정해를 포위했다.
1854년(함풍 4년) 1월 하르친 기윤왕 보르지기트 셍게린첸과 함께 남쪽으로 패주하는 북벌군을 추격했다. 3월 싱포군은 태평천국의 원군을 산동성에서 요격했지만 임청은 점령당했다. 4월 임청을 탈환하고 셍게린첸과 함께 연진의 북벌군을 포위했다. 북벌군은 연진과 고당에 군사가 양분되었고, 청군도 두 패로 나뉘어 셍게린첸이 연진을, 싱포가 고당을 공격했다. 1855년(함풍 5년) 1월, 셍게린첸이 연진을 함락시켰으나 싱포는 고당을 함락시키지 못하자 조정은 싱포를 신강성 유배형에 처하고 셍게린첸이 고당을 공략하게 했다.
2년 뒤인 1856년(함풍 6년) 복권되어 안휘성, 하남성에서 염군의 난을 진압했다. 이듬해인 1857년(함풍 7년) 1월 고시에서 염군 맹주 장락행을 격파하고 염군 거점을 차례로 공략했다. 그러나 태평천국의 진옥성이 하남성 남부에 진입해 염군과 연합, 개시를 재포위하자 싱포는 원갑삼과 함께 구원에 나서 포위를 풀었다. 1858년(함풍 8년) 흠차대신독변안휘군무로 임명되어 태평천국에 붙은 회북 단련 묘패림과 염군 이소수를 전향시켰다. 그러나 1860년(함풍 10년) 노주‥정원 탈환을 실패했다는 이유로 흠차대신직을 회수당하고 하남독변군무로 이직했다. 그 뒤 염군의 하남성 서부 침입을 막지 못했다는 이유로 병권도 회수, 북경에 소환되어 광록사경으로 강등되었다.
같은 해 제2차 아편전쟁이 발발, 영불 연합군이 천진에서 북경으로 진격해오자 싱포는 패배했지만 용전했기 때문에 병부시랑 겸 흠차대신으로 승진했다. 이듬해인 1861년(함풍 11년) 함풍제가 죽자 싱포는 신유정변에서 서태후를 지지했다. 서태후가 쿠데타에 성공, 정권을 탈취하자 싱포는 양황기만주도총 겸 정람기호군통령에 임명되었고 산동성, 안휘성, 하남성의 염군 진압에 종군했다.
1862년(동치 원년) 심포가 이전에 전향시켰던 묘패림이 진옥성을 잡아오는 공을 세웠다. 그 뒤 싱포는 태평천국군 잔당과 둥간 혁명 세력 진압을 위해 섬서성에 파견되었다. 하지만 성과를 거두지 못했고 묘패림이 재배신했기 때문에 정적 반조음·원갑삼·셍게린첸 등에게 탄핵을 받아 이듬해인 1863년(동치 2년) 자살당했다.

## 참고 자료
- 胡礼忠・戴鞍鋼『二十五史新編・晩清史』中華書局